# Gabriel Antonio Mestre

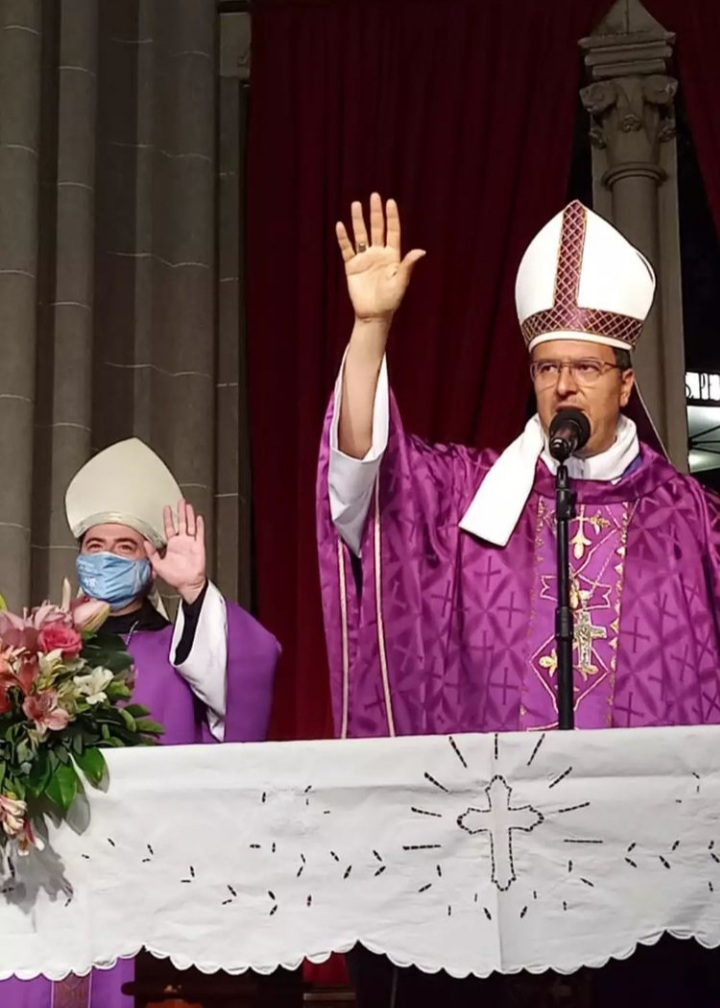
Gabriel Antonio Mestre (2021)

Gabriel Antonio Mestre (* 15. September 1968 in Mar del Plata) ist ein argentinischer Geistlicher und emeritierter römisch-katholischer Erzbischof von La Plata.

## Leben
Gabriel Antonio Mestre wuchs als Sohn einer Kaufmannsfamilie im Stadtteil San Juan von Mar del Plata auf. Er wurde in der Pfarrkirche San José getauft und im Oktober 1984 in der Kathedrale von Mar del Plata gefirmt. Zuerst besuchte Mestre die Grundschule Escuela N° 61 und später die Escuela de Educación Técnica N° 1 (ENET) in Mar del Plata, an der er einen Abschluss als Chemietechniker erlangte. Anschließend begann er an der Universidad Nacional de Mar del Plata ein Studium der Sozialen Arbeit, das er jedoch nach einem Jahr wieder abbrach. Ab 1989 studierte er Philosophie und Katholische Theologie am Priesterseminar San José in La Plata. Der Bischof von Mar del Plata, José María Arancedo, weihte ihn am 2. August 1996 in Kathedrale von Mar del Plata zum Diakon und spendete ihm am 16. Mai 1997 das Sakrament der Priesterweihe für das Bistum Mar del Plata.
Mestre war nach der Priesterweihe zunächst als Pfarrvikar an der Kathedrale von Mar del Plata tätig. Im Jahr 2000 wurde er für weiterführende Studien nach Buenos Aires entsandt, wo er 2001 an der Päpstlichen Katholischen Universität von Argentinien bei Luis Heriberto Rivas mit der Arbeit Felipe y el eunuco etíope: Hechos 8, 25–40 („Philippus und der äthiopische Eunuch: Apostelgeschichte 8, 25–40“) ein Lizenziat im Fach Biblische Theologie erwarb. Neben seinen Studien wirkte er als Seelsorger in der Pfarrei San José del Talar in Buenos Aires und war er von 2000 bis 2006 für biblische Themen in der Kommission für die Katechese und die Bibelpastoral der Argentinischen Bischofskonferenz verantwortlich. In seinen Kursen erschloss er vielen Gläubigen die Lectio divina.
Nach der Rückkehr ins Bistum Mar del Plata war Mestre von 2002 bis 2010 Pfarrer der Pfarrei Asunción de la Virgen und Kaplan am Hospital Materno Infantil in Mar del Plata. Er leitete daneben von 2002 bis 2007 das Instituto de Formación Pablo VI und lehrte Bibelwissenschaft an der Escuela Universitaria de Teología in Mar del Plata, deren Vizerektor er zugleich war. Außerdem gründete er in dieser Zeit die diözesane Bibelkommission und wurde deren Assessor. Überdies begleitete er von 2001 bis 2008 die Seminaristen des Bistums Mar del Plata und koordinierte deren praktische pastorale Ausbildung. Von 2010 bis 2014 fungierte er als Assessor des Diözesansekretariats für die Familienpastoral und von 2010 bis 2012 als Pfarrer der Pfarrei Inmaculada Concepción in Villa Gesell. Ab 2012 war Mestre Generalvikar des Bistums Mar del Plata und Pfarrer der Kathedrale von Mar del Plata. Ferner war er als Assessor für die Frauenseelsorge und für die geweihten Jungfrauen sowie ab 2015 für die geistliche und soziale Bewegung Ain Karem, die ungewollt oder erzwungen schwangere Frauen unterstützt, zuständig. Darüber hinaus gehörte er dem Priesterrat, dem Konsultorenkollegium und dem Diözesanvermögensverwaltungsrat des Bistums Mar del Plata sowie dem Zentrum für Bibelpastoral des Lateinamerikanischen Bischofsrats (CELAM) an.
Am 18. Juli 2017 ernannte ihn Papst Franziskus zum Bischof von Mar del Plata. Der emeritierte Bischof von Mar del Plata, Antonio Marino, spendete ihm am 26. August desselben Jahres in der Kathedrale von Mar del Plata die Bischofsweihe; Mitkonsekratoren waren der Erzbischof von Santa Fe de la Vera Cruz, José María Arancedo, und der Erzbischof von Paraná, Juan Alberto Puiggari. Sein Wahlspruch Jesucristo es nuestra paz („Jesus Christus ist unser Frieden“) stammt aus Eph 2,14 . Als Bischof war Mestre Großkanzler der Escuela Universitaria de Teología in Mar del Plata, an der er auch weiterhin Neues Testament lehrte. Außerdem war er ab 2018 zusätzlich als Professor am Priesterseminar San José in La Plata tätig.
Papst Franziskus bestellte ihn am 28. Juli 2023 zum Erzbischof von La Plata. Mestres Amtseinführung als Erzbischof von La Plata fand am 16. September desselben Jahres statt.
In der Argentinischen Bischofskonferenz leitete Mestre zudem seit 2021 die Kommission für die Katechese und die Bibelpastoral, der er bereits seit 2017 angehört hatte. Er setzte sich für eine stärkere Repräsentanz von Laien, insbesondere Frauen, in kirchlichen Führungspositionen ein. So berief er als Bischof von Mar del Plata mehrheitlich Laien zu bischöflichen Delegierten. Außerdem befürwortete er die Kommunionspendung an wiederverheiratete Geschiedene und eine aktive Rolle im kirchlichen Leben für in gleichgeschlechtlichen Beziehungen lebenden Menschen, beispielsweise als Lektoren oder im kirchlichen Dienst.
Am 27. Mai 2024 nahm Papst Franziskus das vorzeitige Rücktrittsgesuch von Gabriel Antonio Mestre an.

## Schriften
- Felipe y el eunuco etíope: Hechos 8, 25–40. Pontificia Universidad Católica Argentina „Santa María de los Buenos Ayres“, Buenos Aires 2001.
- Orar con la Palabra de Dios: la Lectio Divina al alcance de todos. Grupos de oración y reflexión bíblica. Conferencia Episcopal Episcopal, Buenos Aires 2003.
- Métodos y acercamientos exegéticos en la interpretación de la Biblia. In: Armando J. Levoratti, Pablo R. Andiñach, Lucía Victoria Hernández Cardona, Humberto Jiménez Gómez (Hrsg.): Comentario bíblico latinoamericano: Antiguo Testamento. Band 1:Pentateuco y textos narrativos. Editorial Verbo Divino, Estella 2005, ISBN 978-84-8169-611-0, S. 45–69.
- La exégesis midrásica del Nuevo Testamento: uno de los frutos de la recepción creativa de DV 16. In: Piero Coda (Hrsg.): A cuarenta años del Concilio Vaticano II: recepción y actualidad. San Benito, Buenos Aires 2006, ISBN 978-987-1177-55-4, S. 147–156 (sociedadargentinateologia.org [PDF; 3,3 MB]).
- La Lectio Divina. Lectura orante de la Biblia. In: Sociedad Bíblica Argentina (Hrsg.): Dios habla hoy. Nuevo Testamento. Sociedad Bíblica Argentina, Buenos Aires 2006, S. 7–11.
- Orar con San Pablo (= Mazetai). Ágape, Buenos Aires 2008.
- Lectio Divina, predicación y homilía: orar con la Escritura para proclamar el Evangelio en el inicio del Tercer Milenio. In: Víctor Manuel Fernández, Carlos M. Galli, Jorge María Mejía (Hrsg.): „Testigos y servidores de la palabra“, Lc 1,2. Homenaje a Luis Heriberto Rivas (= Obras mayores. Sagradas escrituras. Band 10). San Benito, Buenos Aires 2008, ISBN 978-987-1177-84-4, S. 281–294.
- Pray with the Bible, Meditate with the Word. The Exciting World of Lectio Divina. A Manual for the Prayerful Reading of the Bible. American Bible Society, New York 2010, ISBN 978-1-58516-945-0.
- La Lectivo Divina: escuela de discípulos misioneros. Instructivo para una lectura orante de la Biblia al alcance de todos. Oficina del Libro, Buenos Aires 2011.
- Para leer la Verbum Domini. Comentario y guía de lectura personal y grupal. Ágape, Buenos Aires 2011.
- Pregare con la Bibbia, Meditare con la Parola. L’appassionante mondo della Lectio Divina. Manuale per la Lettura Orante della Bibbia. Libreria Editrice Vaticana, Vatikanstadt 2013, ISBN 978-88-209-8964-4.
- Jesucristo Pan de Vida para nuestro pueblo peregrino. Lectura orante con Juan 6 (= Colección Eucaristós. Band 4). Ágape, Buenos Aires 2016, ISBN 978-987-640-416-7.
- El Papa Francisco, Evangelii Gaudium y la Animación Bíblica de la Pastoral. La libertad inaferrable de la Palabra (EG 22). In: Revista Medellín. Band 42, Nr. 166, 2016, S. 629–646.